# Marzbanat d'Ibèria
El marzbanat d'Ibèria, conegut igualment com a Ibèria sassànida, (georgià: სასანური ქართლი, Sassànuri kartli; pahlavi: 𐭥𐭫𐭥𐭰𐭠𐭭, Virotsan/Virutsan; part: Virx[a]n) és el període durant el qual el Regne d'Ibèria (Kartli, Geòrgia oriental) estigué sota el senyoratge de l'Imperi Sassànida i era governat per marzbans nomenats pel xahanxà. Més endavant fou regit per eristàvebi de Kartli.

## Història
L'Imperi Romà i l'Imperi Sassànida es començaren a disputar els regnes georgians a partir del segle iii. Al llarg dels segles següents, el pèndol anà oscil·lant entre romans i sassànides. Molt rarament, els reis georgians mantenien la seva autonomia. Sapor I (r. 240-270) fou el primer a imposar el domini sassànida. El 284, els sassànides instal·laren en el tron iber Mirian III, un príncep de la dinastia dels cosròides. Així doncs, Mirian III esdevingué el primer cap d'aquesta dinastia, que governaria Ibèria fins al segle vi. Sapor II (r. 309-379) restablí el senyoratge sassànida el 363 en envair Ibèria i posar Aspacures II al tron iber com a vassall seu.
L'estira-i-arronsa entre els romans i els sassànides per la supremacia al Caucas i la revolta fallida dels ibers sota Gurguèn tingué greus conseqüències per al país. A partir d'aleshores, el rei d'Ibèria només tingué poders nominals i els perses exercien el poder real. En temps de Vejan Buzmikhr com a marzban d'Ibèria, les hagiografies d'aquell període deixaven entendre que els «reis» de Tbilisi no eren més que els caps de les seves cases reials. A la mort de Bacuri el 580, els sassànides sota Ormazd IV (r. 578-590) aprofitaren l'avinentesa per abolir la monarquia ibera. Ibèria esdevingué una província persa en tota regla, governada directament per un marzban.